# Guichón
Guichón − miasto w środkowo-południowej części departamentu Paysandú w Urugwaju. Położone jest przy drodze Ruta 90. Otrzymało status miasta 17 listopada 1964 roku na mocy artykułu 3 Ustawy nr 13.299.

## Ludność
W 2004 populacja miasta wynosiła 5,025 mieszkańców.
| Rok  | Populacja |
| ---- | --------- |
| 1963 | 3,661     |
| 1975 | 4,726     |
| 1985 | 4,284     |
| 1996 | 4,826     |
| 2004 | 5,025     |

Źródło: Instituto Nacional de Estadística de Uruguay